# Manuel Haas
Manuel Haas (* 7. Mai 1996 in Salzburg) ist ein österreichischer Fußballspieler.

## Karriere

### Verein
Haas begann seine Karriere beim 1. Oberalmer SV. 2007 ging er in die AKA Salzburg. 
2013 stand Haas erstmals im Kader des Farmteams FC Liefering. Sein Profidebüt gab er am 1. Spieltag 2014/15 gegen den TSV Hartberg. 2015 wechselte er zur Kapfenberger SV. Nach der Saison 2017/18 verließ Haas die Kapfenberger SV. Im Juli 2018 wechselte er zum Bundesligisten SKN St. Pölten, bei dem er einen bis Juni 2020 laufenden Vertrag erhielt.
Nach 32 Einsätzen in der Bundesliga wechselte er im Februar 2020 nach Kroatien zu Inter Zaprešić. Für Zaprešić kam er zu zwei Einsätzen in der 1. HNL. Zu Saisonende stieg er mit dem Verein in die 2. HNL ab, woraufhin er den Verein verließ. Daraufhin kehrte er zur Saison 2020/21 nach Österreich zurück und wechselte zur SV Ried. Für die Innviertler kam er allerdings nur zu fünf Bundesligaeinsätzen.
Zur Saison 2021/22 wechselte Haas nach Deutschland zum Drittligisten VfL Osnabrück. 2023 stieg er mit dem Verein in die 2. Bundesliga auf. Im Oktober 2023 wurde sein Vertrag in Osnabrück aufgelöst.
Nach über einem Jahr ohne Verein kehrte Haas im Februar 2025 nach Österreich zurück und wechselte zum sechstklassigen 1. Oberalmer SV, bei dem er einst seine Karriere begonnen hatte.

### Nationalmannschaft
Haas spielte im Mai 2011 erstmals für eine österreichische Jugendnationalauswahl. Im März 2012 kam er gegen Tschechien zu seinem ersten Einsatz für die U-17-Auswahl. Im Oktober 2014 spielte er gegen Lettland erstmals für die österreichische U-19-Mannschaft.
Im März 2017 debütierte er in einem Testspiel gegen Australien für die U-21-Auswahl.